# Close Combat: A Bridge Too Far
Close Combat: A Bridge Too Far hay Close Combat II (tạm dịch: Chiến đấu gần - Cây cầu quá xa), là tựa game chiến thuật thời gian thực lấy bối cảnh Thế chiến II do hãng Atomic Games phát triển và Microsoft phát hành vào ngày 30 tháng 9 năm 1997. Đây là phần thứ hai của dòng game Close Combat được thể hiện dưới dạng bản đồ hai chiều, giữa hai người chơi với nhau. Close Combat II dựa trên chiến dịch Market Garden; hầu hết các đơn vị trong game đều từng được sử dụng ngoài đời thực vào năm 1944, ngoại trừ một số ít trong đó chỉ có sẵn trong phần custom game. Game cho phép người chơi chọn một trong hai phe Đức Quốc xã hoặc Đồng Minh, sau này chia thành Anh, Mỹ và Ba Lan. Game được giới phê bình đánh giá chủ yếu là tích cực.

## Lối chơi
Chiến sự trong Close Combat diễn ra trên một bản đồ hai chiều với các yếu tố địa hình ba chiều. Tùy thuộc vào bản đồ, yếu tố địa hình có thể bao gồm một loạt các tính năng cung cấp chỗ ẩn náu và trốn tránh, như đồi núi, hàng rào, hố cá nhân, chiến hào, sông suối và các tòa nhà. Những đơn vị có trận địa và tầm nhìn hạn chế (đặc biệt là các loại xe) rất dễ bị kiệt sức, đạn dược bị giới hạn, có thể bị áp chế hỏa lực, làm bùng phát và chạy trốn nếu tinh thần của họ giảm xuống quá thấp, và nói chung là có hành xử y như đời thực vậy (mặc dù có những tùy chọn để làm cho đơn vị quân luôn nhìn thấy được, luôn chấp hành mệnh lệnh và can đảm). Bên cạnh đó, người chơi có thể tham gia vào một trận đánh duy nhất hay một cuộc hành quân dài hơn hoặc chiến dịch tạo thành từ nhiều trận đánh riêng lẻ.
Các đơn vị quân được sử dụng trong game khác nhau, nhưng dù gì đi nữa thì cũng chia thành hai loại: bộ binh và tiếp ứng. Các loại bộ binh có chứa hầu hết các đơn vị bộ binh, như súng trường, trinh sát, bắn tỉa, xạ thủ súng máy MG42 (phe Đức), bộ binh chống tăng (phe Đồng Minh), đội tấn công hạng nặng và quân dự bị. Những đội bộ binh chuyên biệt hơn như công binh phun lửa, nhóm pháo cối và đội súng máy được đặt trong danh mục hỗ trợ, kèm theo các loại khí tài (bao gồm cả xe halftrack, xe bọc thép, xe tăng, pháo tự hành chống tăng và pháo xung kích) với súng cố định.

## Phe phái
Close Combat II có tất cả bốn phe phái chính trong game:
- Quân đội Mỹ (đại diện bởi Sư đoàn Nhảy dù số 82 và Sư đoàn Nhảy dù số 101)
- Quân đội Anh (đại diện bởi Sư đoàn Nhảy dù số 1 và Quân đoàn XXX)
- Lực lượng Ba Lan (đại diện bởi Lữ đoàn Nhảy dù Độc lập số 1 Ba Lan)
- Quân đội Đức Quốc xã (đại diện bởi Tập đoàn quân số 15 và các sư đoàn Panzer SS số 9 và SS số 10)

Các phe đều có những trang bị khác nhau (ngoại trừ phe Ba Lan sử dụng trang bị giảm bớt của Anh). Nói chung, các đội bộ binh Mỹ và Đức đều lớn hơn so với các đối tác Anh/Ba Lan của họ.

## Đón nhận
Trong một cuộc phỏng vấn với IGN, Keith Zabalaoui, Chủ tịch Atomic Games vào năm 1999, khi được hỏi về doanh thu của Close Combat. Ông đã lưu ý rằng "Doanh thu xuyên suốt toàn cầu của Close Combat I và Close Combat II được khoảng cỡ 200.000 bản cho từng đĩa game. Doanh số đứng đầu của những phiên bản trước đó của chúng tôi nhờ vào nhân tố khoảng mười. Vì vậy, vâng, chúng tôi rất hài lòng với doanh số này." Những giải thưởng danh tiếng mà game nhận được bao gồm: đứng hàng thứ bảy trong "Top mười game RTS hay nhất mọi thời đại" (Top Ten Real-Time Strategy Games of All Time) của GameSpy, bình chọn của biên tập viên từ PC Gamer, và được PC Gamer xếp hạng nhì như là wargame hay nhất của năm.